# Катастрофа L-188 в Досоне
Катастрофа L-188 в Досоне — крупная авиационная катастрофа, произошедшая в пятницу 3 мая 1968 года в округе Наварро близ  Досона (штат Техас). Турбовинтовой авиалайнер Lockheed L-188A Electra авиакомпании Braniff Airways выполнял пассажирский рейс из Хьюстона в Даллас, но при подходе к пункту назначения внезапно разрушился в воздухе, после чего рухнул на землю. Жертвами происшествия стали 85 человек.

## Самолёт
Lockheed Electra L-188A с бортовым номером N9707C (заводской — 1099) был выпущен в 1959 году и 17 октября продан компании Braniff International Airways. На авиалайнере были установлены четыре двигателя Allison General Motors модель 501-Dl3A и воздушные винты Allison модель A6441FN-606. Последняя проверка проводилась 29 апреля 1968 года, с момента которой Локхид выполнил 21 час налёта, а последняя ежегодная проверка — 20 января, после которой было совершено 618 часов налёта. Всего на момент катастрофы авиалайнер имел в общей сложности 20 958 часов налёта.

## Экипаж
- Командир воздушного судна — 46-летний Джон Р. Филлипс (англ. John R. Phillips). В компании Braniff он начал работать 3 января 1946 года сперва помощником клерка, а 1 октября 1951 года перешёл в лётный отряд. В июле 1964 года Филлипс был квалифицирован на второго пилота L-188, а 15 февраля 1967 года — на командира L-188. Также он был квалифицирован на командира Convair 340 и реактивного Boeing 727. 2 мая 1968 года Джон Филлипс на отлично прошёл ежегодную квалификацию на командира, а 11 января — ежегодную медицинскую комиссию. Замечаний по работе не имел. Общий налёт составлял 10 890 часов, из них на L-188 — 1380 часов[3].
- Второй пилот — 32-летний Джон Ф. Фостер (англ. John F. Foster). В компанию он устроился 1 июня 1966 года и изначально был квалифицирован на второго пилота Convair 340, а впоследствии был квалифицирован и на L-188. Последнюю ежегодную медицинскую комиссию он проходил 9 апреля 1968 года. Общий налёт составлял 1820 часов, из них на L-188 — 143 часа[3].
- Бортинженер — 28-летний Дональд В. Кроссланд (англ. Donald W. Crossland). В компанию он устроился 6 марта 1967 года и совмещал работу бортинженера с работой второго пилота. Последнюю ежегодную медицинскую комиссию он проходил 16 октября 1967 года. Налёт в должности пилота составлял около 1000 часов, в должности бортинженера — 754 часа, все на L-188[3].

В салоне работали две стюардессы — Джо К. Брэнд (англ. Jo C. Brand) и Сюзанна Ренц (англ. Suzanne Renz).

## Катастрофа
Ранее в тот же день, в 12:40 по местному времени, экипаж вылетел из Далласа в Хьюстон через ту же местность, над которой они планировали лететь позже. В предыдущем рейсе, несколькими часами ранее, они не встретили особых погодных явлений по маршруту. Находясь в Хьюстоне, не было никакого отчета для экипажа об обновлении погоды от Бюро погоды или персонала аэропорта, или любого диспетчера, или погодного офиса. Однако была получена распечатка о погоде на соответствующем маршруте.
Через 25 минут после взлёта самолёт приблизился к фронту грозовой активности. Экипаж запросил разрешения снизиться с 6000 метров до 4500 и взять западнее (эта траектория короче). С земли ответили, что все на данном участке берут восточнее, но экипаж сообщил, что с запада погода благоприятная для движения. Однако, после запроса на снижение до 1500 метров, самолёт попал в область сильного дождя и града. Далее экипаж попросил разворота на 180°, и этот запрос был одобрен с земли. Совершая правый поворот, самолёт вошёл в зону турбулентности, перешёл в штопор, загорелся, развалился в воздухе и разбился. Погибли все 85 человек.